# سیارک ۲۲۹۲۳
سیارک ۲۲۹۲۳ (به انگلیسی: 22923 Kathrynblair، نامگذاری:1999TM97) بیست و دو هزار و نهصد و بیست و سومین سیارک کشف شده‌است که در ۲ اکتبر ۱۹۹۹ کشف شد.
قدر مطلق سیارک برابر ۹.۸ است.